# Derechos humanos en Kuwait
Los derechos humanos en Kuwait se basan en las normas emanadas de la Constitución de Kuwait, firmada en el año 1961 y de una serie de tratados internacionales firmados y ratificados.
El sistema legal kuwaití está definido a partir de la articulación del derecho anglosajón, la legislación civil francesa, el código civil de Egipto y la ley islámica.

## Tratados internacionales
La Oficina del Alto Comisionado para los Derechos Humanos de Naciones Unidas, publica información actualizada respecto al estado de ratificación de los principales tratados internacionales.
| Tratado | Estado       |
| CAT - Convención contra la tortura y otros tratos o penas crueles, inhumanos o degradantes                                                                                       | Adhesión     |
| - CAT-OP - Protocolo Facultativo de la Convención contra la tortura y otros tratos o penas crueles, inhumanos o degradantes                                                      | Sin acción   |
| CCPR - Pacto Internacional de Derechos Civiles y Políticos | Adhesión     |
| - CCPR-OP2-DP - Segundo Protocolo Facultativo del Pacto Internacional de Derechos Civiles y políticos destinado a abolir la pena de muerte                                       | Sin acción   |
| CED - Convención Internacional para la protección de todas las Personas contra las Desapariciones Forzadas                                                                       | Sin acción   |
| CEDAW - Convención sobre la eliminación de todas las formas de discriminación contra la mujer                                                                                    | Ratificación |
| CERD - Convención Internacional sobre la Eliminación de todas las Formas de Discriminación Racial                                                                                | Adhesión     |
| CESCR - Pacto Internacional de Derechos Económicos, Sociales y Culturales | Adhesión     |
| CMW - Convención internacional sobre la protección de los derechos de todos los trabajadores migratorios y de sus familiares                                                     | Sin acción   |
| CRPD - Convención Internacional sobre los Derechos de las Personas con Discapacidad                                                                                              | Adhesión     |
| CRC - Convención sobre los Derechos del Niño | Ratificación |
| - CRC-OP-IC - Protocolo facultativo de la Convención de los derechos del Niño | Sin acción   |
| - CRC-OP-AC - Protocolo facultativo de la Convención sobre los Derechos del Niño relativo a la participación de niños en los conflictos armados                                  | Adhesión     |
| - CRC-OP-SC - Protocolo facultativo de la Convención sobre los Derechos del Niño relativo a la venta de niños, prostitución infantil y la utilización de niños en la pornografía | Adhesión     |

## Trabajadores migrantes
En junio de 2007, Kuwait fue señalado como uno de los países de máxima ocurrencia del delito de trata de personas, de acuerdo a un informe emitido por el Departamento de Estado de los Estados Unidos. Según el informe, esta situación se debía al reiterado fracaso de las autoridades kuwaitíes en el abordaje de esta problemática.
Algunos trabajadores migrantes en Kuwait son sometidos a condiciones de servidumbre involuntaria por sus empleadores. Los trabajadores fueron objeto de abuso físico y sexual, falta de pago de salarios, amenazas, confinamiento en el hogar y retención de pasaportes con el objeto de restringir su libertad de movimiento.
Según datos del año 2014, la población de Kuwait era de 4,1 millones de personas, de las cuales 1,2 millones eran kuwaitíes, 1,1 millones de extranjeros árabes, 1,4 millones de extranjeros asiáticos y más de 75,000 extranjeros africanos,
El mayor parte de los puestos de trabajo en Kuwait, fundamentalmente aquellos de baja calificación o vinculados a tareas domésticas, están cubiertos por mano de obra de origen extranjero.
Según el Informe del período 2014-2015 publicado por Amnistía Internacional, un gran número de trabajadores eran sometidos a situaciones laborales abusivas o privados de sus derechos. Dentro de este grupo, resultaban especialmente afectadas las trabajadoras extranjeras dedicadas al servicio doméstico. En parte, la causa de esta situación es la continuidad de la vigencia del sistema Kafala.

## Discriminación: Bidunes
Existen en Kuwait más de 100.000 personas apátridas, conocidas genéricamente como “bidunes”. Un bidun es una persona que no posee ciudadanía y, por lo tanto, no goza de los derechos básicos que la ley reconoce a los ciudadanos, como por ejemplo salud, educación o acceso a la justicia.
Las autoridades de Kuwait afirman que los bidunes son inmigrantes ilegales procedentes de otros países de la región, que deliberadamente destruyen sus documentos de identidad con el objeto de beneficiarse con las condiciones de vida de Kuwait. Sin embargo, dado que la legislación kuwaití establece que solo el padre transfiere la nacionalidad a sus hijos, resultan bidunes los niños nacidos en Kuwait de madres kuwaitíes y padres no-kuwaitíes. Un informe de Women’s Refugee Commission estima que 30.000 bidunes son esposos o hijos de mujeres con nacionalidad kuwaití.
En su Informe 2014/15, Amnistía Internacional afirma que, a pesar de las promesas efectuadas por las autoridades kuwaitíes en el año 2012, en el sentido de regularizar la situación de los bidunes en el plazo de cinco años, finalizado el año 2014 los avances efectuados no parecían prometedores.
Por su condición de “no ciudadanos” los bidunes están mucho más expuestos que otras personas a enfrentar penalizaciones en caso de participar en reuniones públicas o concentraciones pacíficas de protesta.

## Derechos de las mujeres
Las mujeres kuwaitíes son consideradas las más beneficiadas de la región de Oriente Medio en cuanto al ejercicio de derechos. En el año 2013 el 46,7% de las mujeres en Kuwait participaban del mercado laboral.
Las mujeres gozan de igualdad respecto del ejercicio de derechos democráticos, como votar o postularse como candidatas en cargos electivos. 
Sin embargo, esta situación no se extiende a las normas que regulan las cuestiones de familia, ya que las mujeres requieren el tutelaje de un varón en temas como tenencia de hijos, divorcios o aún ciertos tratamientos médicos.
La legislación kuwaití en temas de familia no tiene instrumentos legales para penalizar la violencia doméstica o el acoso sexual.

## Libertad de expresión
Según un informe de 2009 de “OpenNet Initiative”, cuya meta es monitorear e informar acerca de censura o vigilancia de contenidos en internet, Kuwait realiza un filtrado masivo y general de contenidos de Internet y un filtrado selectivo en áreas de seguridad. El objetivo principal del filtrado de Internet es la pornografía y, en menor medida, los contenidos de carácter homosexual.
El Ministerio de Comunicaciones de Kuwait regula a los proveedores de servicios de internet, haciendo que bloqueen la pornografía y los sitios web antiseguridad para "proteger al público, conservando el orden público y la moral". Las personas que crean o envían mensajes “inmorales” pueden ser objeto de severas penalidades. Los proveedores de servicios de internet pueden verse involucrados en graves situaciones judiciales por su presente “contribución” en la difusión o distribución de tales mensajes “inmorales”.
El sistema de voz sobre IP, también conocido por las siglas VOIP, es ilegal en Kuwait.
Durante el año 2014, varias personas enfrentaron procesos penales por expresar opiniones críticas al gobierno o a instituciones públicas, utilizando redes sociales. Se los acusó de “actuar con el objetivo de socavar la seguridad y la estabilidad del país, dañando sus instituciones”. En varios casos, el gobierno revocó la ciudadanía de los acusados. 
Las reuniones públicas de disidentes o personas que expresan pacíficamente críticas al emir o a otras autoridades, también están sujetas a limitaciones o dejan a los participantes en riesgo de enfrentar acusaciones y demandas judiciales.

## Derechos LGBT
En Kuwait no hay leyes que prohíban específicamente la homosexualidad. Sin embargo, las personas lesbianas, gays, bisexuales o transgénero (LGBT) pueden enfrentar situaciones de discriminación, o incluso verse involucradas en procesos judiciales, a partir de acusaciones ambiguas o bajo la figura del “libertinaje”.
En el año 2013, las autoridades de Kuwait impulsaron la implementación de un sistema de detección de personas homosexuales en los aeropuertos y otros puntos de ingreso al país. Este sistema, basado en supuestas pruebas médicas, tenía como objetivo impedir la entrada de estas personas a Kuwait y, a partir de allí, a otros países de la región.
Amnistía Internacional expresó su fuerte rechazo a esta medida señalando que estas supuestas “pruebas médicas” compulsivas eran claramente discriminatorias y estigmatizantes, representando además “una afrenta al derecho humano fundamental a la intimidad y pone de relieve la continua persecución de los individuos en función de su orientación sexual o identidad de género”. 
Según la organización, estas medidas resultaban más rechazables aún por el hecho de aplicarse a un gran número de trabajadores extranjeros, personas que, por su condición, ya están en riesgo de sufrir discriminación o abusos.
Las autoridades de Kuwait rechazaron las expresiones de Amnistía Internacional, afirmando que la organización debería dejar de prestar su apoyo a las demandas del colectivo LGBT y “... debe ocuparse de los objetivos elevados y nobles para los que se creó, dejar a un lado la homosexualidad y las desviaciones y dejar de defender a delincuentes”.
Resumen de derechos de LGBT
| Objeto, acción o situación                                                            | Hombres | Mujeres |
| Actividad sexual legal entre personas del mismo sexo                                  | No      | Si      |
| Igualdad de edad de consentimiento                                                    | No      | Yes     |
| Leyes laborales antidiscriminatorias                                                  | No      | No      |
| Leyes antidiscriminatorias en la provisión de bienes y servicios                      | No      | No      |
| Leyes antidiscriminatorias en general (discriminación indirecta, en el lenguaje, etc) | No      | No      |
| Matrimonios entre personas del mismo sexo                                             | No      | No      |
| Reconocimiento legal de parejas de personas del mismo sexo                            | No      | No      |
| Adopción de hijastro en parejas del mismo sexo                                        | No      | No      |
| Adopción conjunta por parejas del mismo sexo                                          | No      | No      |
| Autorización para servir en el ejército abiertamente a personas homosexuales          | No      | No      |
| Derecho legal al cambio de género                                                     | No      | No      |
| Acceso a la fecundación "in vitro" para lesbianas                                     | (N/A)   | No      |
| Subrogación (de vientre) para parejas de varones homosexuales                         | No      | (N/A)   |
| Donación de sangre autorizada para varones homosexuales                               | No      | (N/A)   |